# Туркельтауб Лев Самуйлович
Лев Самуйлович Туркельтауб (1876, Пенза, Росія — 1936, Харків, Україна) — начальник Харківської медичної академії (1920—1921).

## Біографія
Туркельтауб Лев Самуйлович народився у 1876 р. (1892 р.?) у Пензі, в багатодітній єврейській родині. Його брати Ісаак (1890—1938) — театральний діяч; Марк (1896—1987) і Мирон (1898—1981) — лікарі.
Лев Самуйлович закінчив медичний факультет Харківського університету.
Лікар обласної клінічної лікарні.
Член Харківського медичного товариства.
У 1918 р. командував бойовим загоном харківського «Бунду».
З 29 жовтня 1920 р. — політкомісар Харківської медичної академії.
Жовтень 1920 р. — 1 квітня 1921 р. — начальник Харківської медичної академії.
З 5 січня 1920 р. — завідувач Харківського губздоровідділу.
1921 р. — головно-уповноважений РРФСР у справах курортів в Україні.
Помер у Харкові в 1936 р [2].

## Напрацювання
Туркельтауб Л. С. Украинские курорты (к 5-летию укр. Курортов) // Врачебное дело.- Харьков, 1925.- 10-14 [2].